# Банківська система Азербайджану
Банківська система Азербайджану — двоступенева банківська система Республіки Азербайджан, регульована законом «Про банки».

## Діяльність
Центральною фігурою в банківській справі (банкінгу) Азербайджану є Центральний банк Азербайджанської Республіки, який забезпечує наявність грошової маси, що знаходиться в обороті в країні, а також регулює діяльність комерційних банків країни. Центральним банком Азербайджану керує Правління банку, що складається з семи членів. Члени Правління призначаються строком на 5 років. Центральний банк підзвітний тільки Президенту Азербайджанської Республіки.
В Азербайджані існують також близько 70 іноземних і місцевих банків. З чотирьох державних банків, найбільшим є Міжнародний банк Азербайджану, заснований в 1992 році. Серед іноземних банків присутні Standard Bank, Unibank, DemirBank, AG Bank та інші.
Бакинська фондова біржа була відкрита в 2001 році торгове місце для короткострокових казначейських облігацій і звичайних акцій приватизованих державних підприємств. Біржа має торговий зал з 30 робочих місць, що дозволяють проводити торги з цінних паперів будь-якого виду, також має власний депозитарій. Засновниками Бакинської біржі стали 16 найбільших банків Азербайджану, дві фінансові компанії і Стамбульська фондова біржа.
У березні 2014 року агентство Fitch оцінило ситуацію в банківському секторі Азербайджану як «в цілому стабільну».